# 日置市立土橋中学校
日置市立土橋中学校（ひおきしりつ つちばしちゅうがっこう）は、鹿児島県日置市伊集院町土橋にある市立の中学校。

## 概要
日置市の東部に位置する中学校であり、1947年に伊集院町立伊集院中学校（現在の日置市立伊集院中学校）の分校として設置され、1950年には伊集院中学校より独立し、土橋中学校となった。2011年現在で全校生徒31名が在籍しており、各学年1学級ずつ設置されている。
また、日置市の特認校制度により、伊集院中学校及び伊集院北中学校の校区内に在住する生徒に限り、土橋中学校の校区である伊集院町土橋、伊集院町中川、伊集院町竹之山の各大字に居住していなくても通学することができる。

## 沿革
- 1947年（昭和22年）5月2日 - 伊集院町立伊集院中学校土橋分校として設置される[4]。
- 1950年（昭和25年）4月1日 - 伊集院町立伊集院中学校から伊集院町立土橋中学校として独立する[4]。
- 2005年（平成17年） - 伊集院町などが新設合併し日置市になったのに伴い日置市立土橋中学校に改称。

## 通学区域
土橋中学校の通学区域は以下の大字の区域が設定されている。但し前述した通り特認校制度により伊集院中学校及び伊集院北中学校の通学区域内の生徒も通学可能である。
- 伊集院町土橋
- 伊集院町中川
- 伊集院町竹之山
- 伊集院町麦生田(京ノ塚、花立、尾中尾、赤四郎、上赤四郎、長迫)